# Laughter in the Rain
«Laughter in the Rain» es una canción del cantautor estadounidense Neil Sedaka. Fue publicada en septiembre de 1974 como sencillo.

## Rendimiento comercial
En Estados Unidos, «Laughter in the Rain» debutó en el número 44 en la lista Easy Listening durante la semana que terminó el 12 de octubre de 1974, donde se desempeñó como el tercer debut más alto de la edición. Después de escalar de manera constante la lista durante siete semanas consecutivas, encabezó la lista el 23 de noviembre de 1974, donde desplazó la canción de Neil Diamond, «Longfellow Serenade», del puesto más alto.
«Laughter in the Rain» salió de la lista Easy Listening el 11 de enero de 1975 en la posición número 23; en total, pasó catorce semanas consecutivas entre los rankings de la lista. En la lista de sencillos de todos los géneros, «Laughter in the Rain» alcanzó el número 1 el 1 de febrero de 1975.
Fuera del país natal de Sedaka, el sencillo tuvo un éxito comercial similar. En Canadá, debutó en el puesto número 45 de la lista RPM Pop Music Playlist durante la semana que terminó el 26 de octubre de 1974, donde se desempeñó como el segundo debut más alto de la edición. En su sexta semana en la lista, «Laughter in the Rain» alcanzó la primera posición que anteriormente ocupaba «Longfellow Serenade» de Neil Diamond. «Laughter in the Rain» salió de la lista Pop Music Playlist el 18 de enero de 1975 en la posición número 45; en total, pasó doce semanas consecutivas entre los rankings de la lista. En la lista de sencillos de todos los géneros, «Laughter in the Rain» alcanzó el puesto número 2 el 18 de enero de 1975.

## Revisión retrospectiva
En una reseña retrospectiva de su columna The Number Ones, el escritor de Stereogum, Tom Breihan, consideró la canción como “perfectamente soñolienta y desdentada”. El escritor de AllMusic, Joe Viglione, la llamó “una impresionante interpretación de pop contemporáneo para adultos”.
En una reseña posicionando cada canción #1 de los años 1970 de peor a mejor, el crítico de Cleveland.com, Troy L. Smith, posicionó la canción en el puesto #200. Smith elogió la melodía “difícil criticar” de «Laughter in the Rain».

## Lista de canciones
1974 UK 7-inch single
1. «Laughter in the Rain» – 2:49
2. «Kiddio» – 2:33

1974 US 7-inch single
1. «Laughter in the Rain» – 2:50
2. «Endlessly» – 2:41

## Posicionamiento

### Gráfica semanal
| Gráfica (1974–75)                         | Pico de posición |
| ----------------------------------------- | ---------------- |
| Australia (Kent Music Report)             | 17               |
| Canadá (RPM Top Singles)                  | 2                |
| Canadá (RPM Pop Music Playlist)           | 1                |
| Estados Unidos (Billboard Hot 100)        | 1                |
| Estados Unidos (Billboard Easy Listening) | 1                |
| Estados Unidos (Cash Box Top 100 Singles) | 1                |
| Países Bajos (Nederlandse Top 40)         | 35               |

### Gráfica de fin de año
| Gráfica (1974)           | Pico de posición |
| ------------------------ | ---------------- |
| Canadá (RPM Top Singles) | 155              |

| Gráfica (1975)                            | Pico de posición |
| ----------------------------------------- | ---------------- |
| Australia (Kent Music Report)             | 79               |
| Canadá (RPM Top Singles)                  | 61               |
| Estados Unidos (Billboard Hot 100)        | 9                |
| Estados Unidos (Billboard Easy Listening) | 14               |